# Pițigoi galben indian
Pițigoiul galben indian (Machlolophus aplonotus) este o specie de pasăre din familia pițigoilor Paridae. Pițigoiul cu obraji galbeni este probabil cea mai apropiată rudă a acestuia și ambele pot fi înrudite cu pițigoiul galben. Pasărea trăiește în Asia, în peninsula indiană.
Pitigoiul galben indian a fost anterior una dintre numeroasele specii din genul Parus, dar a fost mutat în genul Machlolophus după ce o analiză filogenetică moleculară publicată în 2013 a arătat că membrii noului gen au format o cladă distinctă.

## Galerie

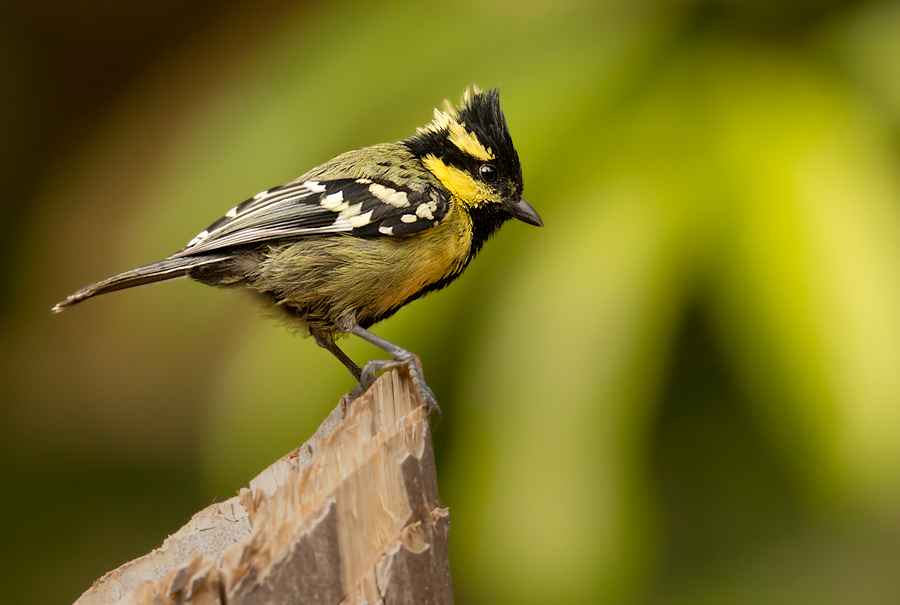
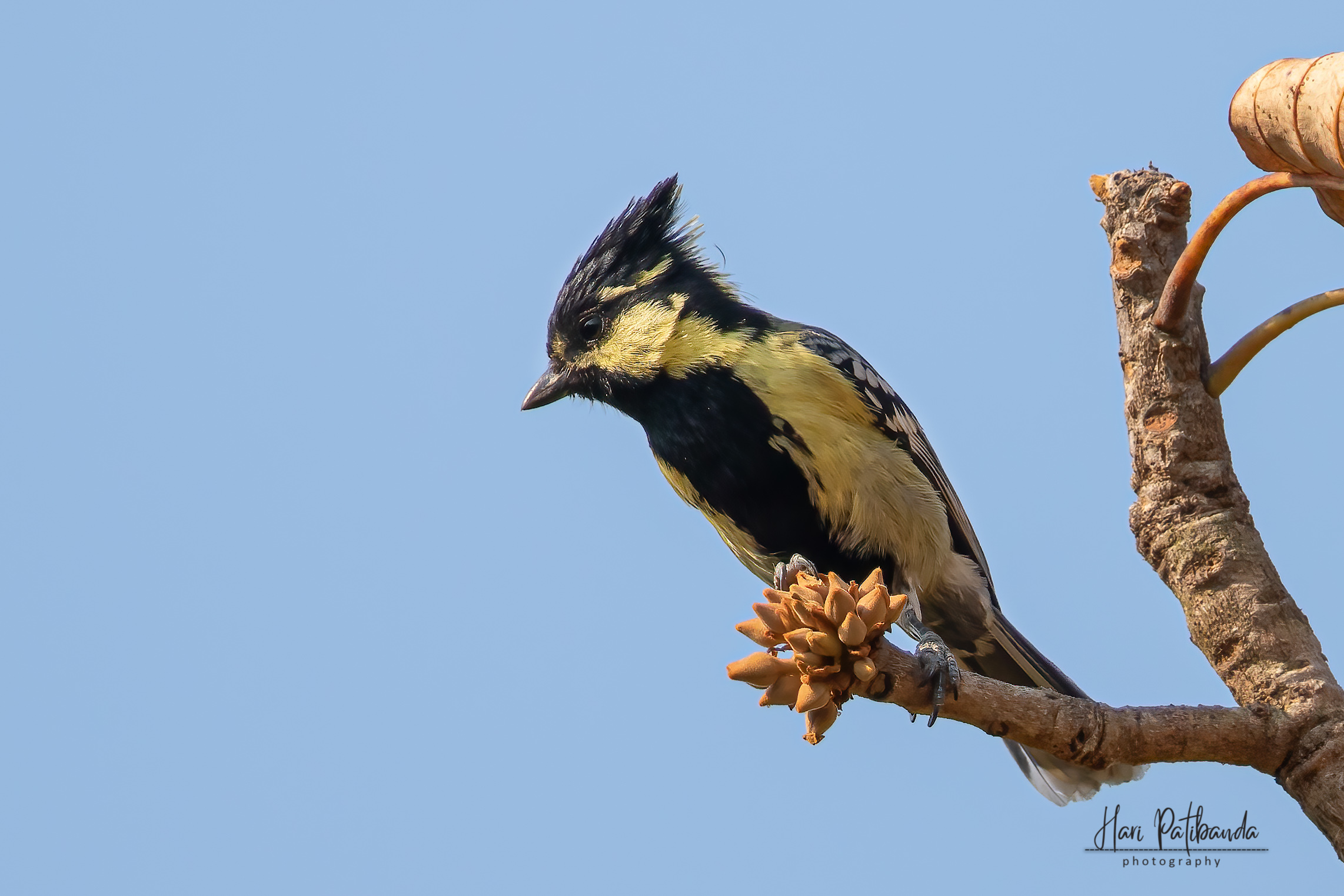
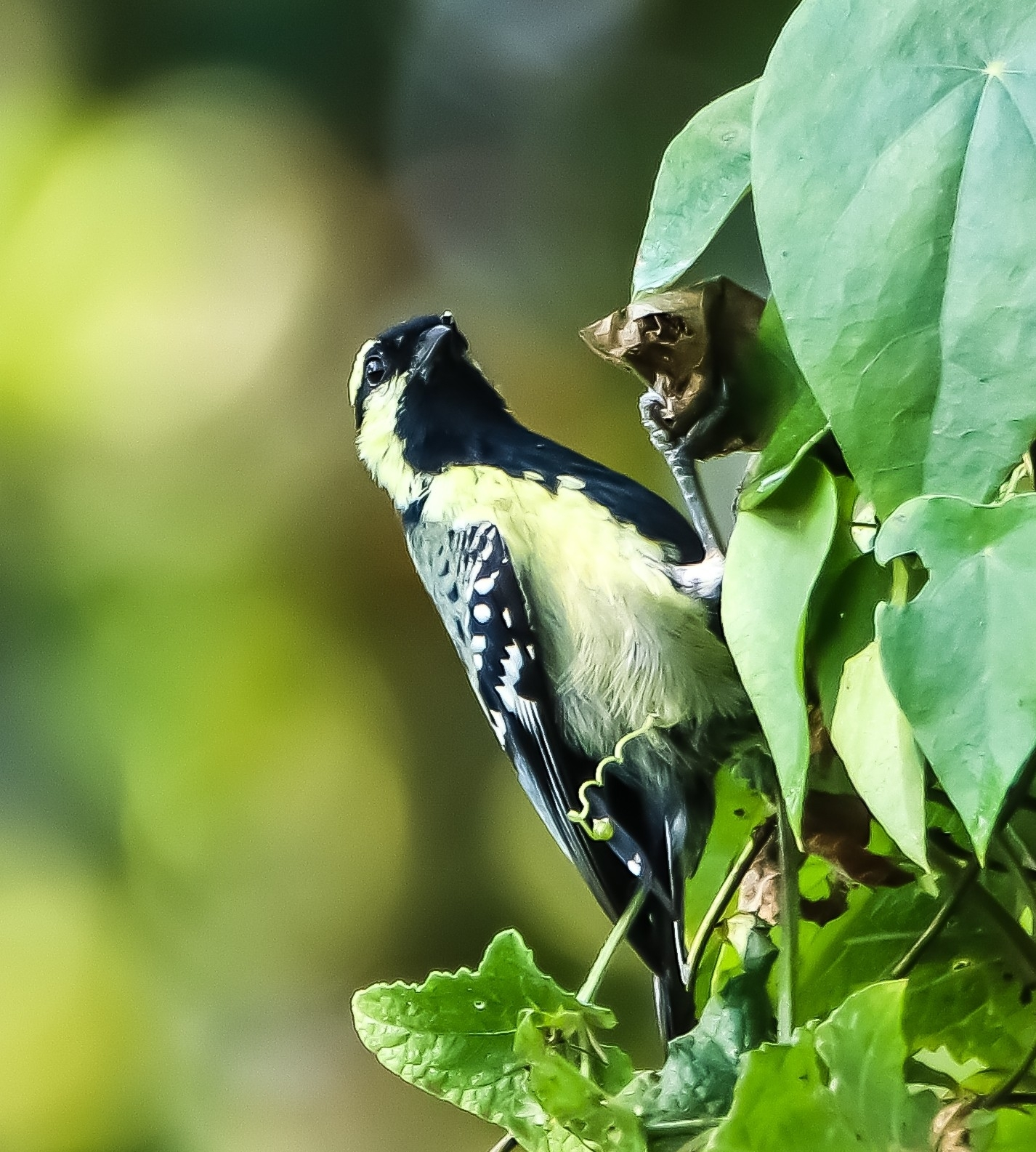